# Pelagius Schläpfer
Pelagius Schläpfer o Polley Schläpfer (Trogen, 8 agosto 1601 – Trogen, 4 novembre 1680) è stato un politico svizzero.

## Biografia
Figlio di Jörg Schläpfer, primo fabbricante di tele di lino nell'Appenzello Esterno e oste, e di Katharina Sonderegger, lavorò verosimilmente come commerciante di tele di lino e come oste. Nel 1632 sposò Magdalena Zellweger, figlia di Hans Zellweger, oste e "capitano" o sindaco, e successivamente nel 1658 Barbara Furter, figlia di Ulrich Furter, Hofammann di Marbach e infine Anna Niederer nel 1670.
Raggiunse i più alti onori politici e militari come Ulrich Schläpfer, probabilmente suo fratellastro, anche se, contrariamente a quest'ultimo, perseguì una politica più conciliante nei confronti di Appenzello Interno. Dal 1637 fu intendente dell'arsenale, dal 1647 "capitano" o sindaco di Trogen, Vicelandamano di Appenzello Esterno dal 1654 al 1666, inviato alla Dieta federale dal 1658 al 1678 e Landamano di Appenzello Esterno dal 1666 al 1680. Grazie alla sua autorevolezza riuscì a evitare che la Rhode di Wald (Strogler Rhod), dove risiedeva, si separasse dal comune di Trogen e si rendesse indipendente seguendo l'esempio di Rehetobel.